# Santa Cruz de Tenerife Port
Santa Cruz de Tenerife Port är en hamn i Spanien.   Den ligger i provinsen Provincia de Santa Cruz de Tenerife och regionen Kanarieöarna, i den sydvästra delen av landet, 1 800 km sydväst om huvudstaden Madrid. Santa Cruz de Tenerife Port ligger 8 meter över havet. Den ligger på ön Teneriffa. Närmaste större samhälle är Santa Cruz de Tenerife, 0,80 km väster om Santa Cruz de Tenerife Port. 